# Хоралов, Аркадий Дмитриевич
Арка́дий Дми́триевич Хора́лов (настоящее имя — Арташе́с Дми́триевич Хера́лов; род. 26 января 1951, Мелитополь) — советский и российский композитор, певец эстрадно-романтического шансона, поэт, автор многих популярных песен. Заслуженный работник культуры Российской Федерации (2010). Заслуженный артист Российской Федерации (2018). Многократный обладатель премий «Шансон года».

## Биография

### Детство и юность
Отец певца, Дмитрий Христофорович Хералов (20 мая 1910—1993) в Великую Отечественную войну служил командиром танкового батальона, у него была контузия, но он тремя пальцами левой руки играл на скрипке. Мать, Антонина Яковлевна († 1991), музыкального образования не имела, но у неё был чистый, красивый голос.
В 1957 году Аркадий поступил в первый класс общеобразовательной школы № 5 г. Мелитополя, которую окончил с отличием в 1967 году. Параллельно учился и окончил музыкальную школу № 1 по классу фортепьяно.
В 1967 году поступил в Мелитопольский институт механизации сельского хозяйства, который окончил в 1972 году со специальностью инженера по организации и технологии ремонта машин. Также, учась в институте, прошёл четырёхлетний курс на военной кафедре и получил звание лейтенанта инженерных войск. Выполнил первый юношеский разряд по лёгкой атлетике, был членом юношеской сборной города по футболу.

### Участие в ВИА
На первом курсе института стал солистом студенческого эстрадного оркестра под управлением Александра Ивановича Чигрина, при котором была создана группа «Грифы», играющая бит- и поп-музыку. Будучи лидером группы и автором нескольких композиций, вскоре был приглашён в ВИА «Поют гитары» (художественный руководитель — Валерий Муратов) в качестве солиста.
С 1974 года Аркадий начал выступать вместе с ансамблем Софии Ротару «Червона рута». В 1975 году Ротару познакомила молодого автора с поэтом Андреем Дементьевым, который предложил композитору написать музыку для стихотворения «Давай попробуем вернуть».
В 1975 году, после работы в качестве солиста в Государственном эстрадном джаз-оркестре Армении под руководством Константина Орбеляна, Аркадия пригласили принять участие в московском ВИА «Самоцветы» (художественный руководитель Юрий Маликов), сотрудничество с которым началось в 1976 году. Работая в коллективе, он исполнял ряд песен, одна из которых песня-шлягер «Горький мёд».
С 1979 года, когда Аркадий Хоралов начал работать с ВИА «Красные маки» (художественный руководитель — Валерий Чуменко), его популярность как солиста и композитора приобретает всесоюзный масштаб. В том же году на Всесоюзной фирме грамзаписи «Мелодия» вышел первый диск-гигант ВИА «Красные маки» «Если не расстанемся», на котором звучали песни, записанные Аркадием. В следующем году на втором диске-гиганте «Красных маков» «Кружатся диски» Хоралов записал свои авторские песни: «Помни» и «Ясно всё» на стихи поэта Игоря Кохановского.
В 1981 году песни композитора записали Валерий Ободзинский («Давай помолчим») и Алексей Глызин и ВИА «Весёлые ребята» («Вот и всё»).
В 1981 году вышел записанный в 1980 году диск-гигант на  фирме "Мелодия":  "Вячеслав Добрынин — День за днем" С60-15569 (С60-15570) , где Аркадий исполнил песни на стихи Л. Дербенёва «Тебе не нужен я» и «Если у тебя своя дорога» и И. Кохановского » Скажи мне правду с группой «Красные маки».

### Сольная карьера
В 1984 году Аркадий начал сольную карьеру как певец — исполнитель собственных песен на стихи Андрея Дементьева. В 1985 году фирмой «Мелодия» был выпущен первый миньон Хоралова «Без тебя», на котором были записаны песни «Заброшенный лес», «Воскресенье» и «Без тебя». В 1985 году вышел альбом Бесконечность, разошедшийся тиражом 3 400 000 копий; среди аранжировщиков — Ю. Чернавский и Р. Горобец.
Прорывом стала композиция «Новогодние игрушки» — в декабре 1988 года песня прозвучала на телевидении в программах «Лестница Якоба снова в гостях у Утренней почты» (с группой «Фейерверк»), и «Шире круг» (с Аурикой Ротару, 30 декабря 1988). Впоследствии композиция «Новогодние игрушки» была признана одной из самых популярных новогодних песен на постсоветском пространстве. В 1988 году вышел альбом Странный мир, тираж которого превысил 1 000 000 копий; в 1990 году — Где я и ты. в 1993
году вышла пластинка «Я позвоню». В дальнейшем певец переиздал их на компакт-дисках.
В 1990-е годы Аркадий Хоралов активно гастролировал, в том числе в США и Испании и стал организатором ежегодных концертов памяти своего коллеги Игоря Талькова.
В 1994 году появился альбом Мой странный мир, на котором записаны песни за период творчества 1985—1993 годов.
В 1996 году вышел альбом Я твой пленник. в том же году вышел клип на одноимённую песню.
В 2005 году к 30-летию своего творчества Аркадий Хоралов перевыпустил пять своих сольных альбомов на компакт-дисках с добавлением новых песен в качестве бонус-треков.
Песни Аркадия исполняли Алсу («Заброшенный лес»), группа «Премьер-Министр» («Давай попробуем вернуть»), Анита Цой («Новогодние игрушки»), Любовь Успенская («Вот и всё»), Таисия Повалий («Давай попробуем вернуть»), Александр Ломинский («Я твой пленник»), Сергей Любавин («Музыка любви»), Александр Ягья («Я позвоню»), Сосо Павлиашвили («Возврати мне любовь») и Витас («Без тебя»), а песнопение «Спаси нас, Господи!» было исполнено оперной певицей, Народной артисткой СССР, солисткой Большого Театра Ириной Архиповой.
В 2008 году вышел диск Аркадия Хоралова Я встречи ждал…, куда вошли хиты артиста и новые песни.
В 2019 году вышли видеоклипы «За тобою», «Дед Мороз придёт ко всем», а в 2020 году — личный сборник новых песен Аркадия Хоралова «Территория любви». Также в этом году вышел и альбом «Милая добрая мама».

## Юбилейный концерт
В декабре 2010 года состоялся большой юбилейный концерт певца в Государственном Кремлёвском дворце.
В концерте приняли участие друзья и коллеги Хоралова: Юрий Антонов, Александр Серов, Лев Лещенко, Андрей Дементьев, Владимир Винокур, Николай Носков, Лолита, Вячеслав Добрынин, Владислав Медяник, Игорь Саруханов, Алексей Глызин, Юрий Маликов и «Самоцветы», «Синяя птица Сергея Дроздова» и др.

## Награды
- Имеет награды и почётные грамоты ЦК ВЛКСМ[3].
- Лауреат Международного и Всесоюзного конкурсов артистов эстрады[3].
- Имеет благодарность В. В. Путина.
- Является членом Международного Союза деятелей эстрадного искусства[3].
- Член Творческого Союза композиторов.
- Заслуженный работник культуры Российской Федерации (12 октября 2010) — за заслуги в области культуры и многолетнюю плодотворную работу[9].
- Заслуженный артист Российской Федерации (3 мая 2018) — за большой вклад в развитие отечественной культуры и искусства, многолетнюю плодотворную деятельность[10].

## Дискография
ВИА «Красные маки»
- 1980 — Если не расстанемся (Мелодия — 33 С 60—13361-62)
- 1980 — Кружатся диски (Мелодия — С 60—14117-18)

Сольно
- 1985 — Без тебя (миниальбом)
- 1985 — Бесконечность (Мелодия — С60 23027 006)
- 1988 — Странный мир (Мелодия — С60 26705 000)
- 1990 — Где я и ты (Мелодия — С60 30319 000)
- 1993 — Я позвоню
- 1994 — Мой странный мир (авторский сборник)
- 1996 — Я твой пленник (Русская изба — RI003-2000)
- 2008 — Музыка любви (Квадро-Диск — KTL08-865)
- 2009 — Я встречи ждал…
- 2011 — Аривидерчи
- 2013 — Аривидерчи (новая версия)
- 2015 — Силуэт
- 2016 — Одиночество
- 2017 — История любви
- 2018 — Киев — Москва
- 2019 — Новое неизданное
- 2020 — Территория любви
- 2020 — Милая добрая мама